# 温水镇 (习水县)
温水镇是中华人民共和国贵州省习水县的一个镇，位于习水县东部，北接重庆市江津区，东连綦江县，南接遵义市桐梓县，是黔北地区的边陲重镇。
温水镇幅员167.43平方公里。根据第4次全国人口普查，温水镇下辖12个行政村，3个居委会，137个村民组，共11927户，52352人（其中农业人口46239人，非农业人口6113人）。

## 行政区划
温水镇下辖以下地区：
文昌社区、和平社区、五星社区、大水村、下坝村、炉村、目里村、娄底村、桥头村、梨园村、沙坝村、群英村、星文村、典足坝村和罗汉村。